# Tyto glaucops
Пепельнолицая сипуха (лат. Tyto glaucops) — хищная птица семейства сипуховых; сова средних размеров, очень похожая на обыкновенную сипуху, но с пепельно-серым лицевым диском и оранжево-коричневой каймой вокруг него.

## Описание

### Внешний вид
Общая длина птицы — около 33 сантиметров. Крылья самцов достигают длины 240—250 мм, у самок — 260—280 мм. Самцы весят от 260 до 346 грамм, самки — от 465 до 535 грамм. Верхняя часть тела охристо-рыжая, с темными пестринами. Край крыла вблизи запястья рыже-коричневого оттенка; сами крылья желтовато-коричневые, испещренные мелкими темными крапинками. Маховые перья 1-го и 2-го порядка, а также хвост покрыты поперечными темными полосами.
Лицевой диск пепельно-серого цвета (за что птица и получила своё название) с блекло-коричневым ореолом по нижней кромке глаз; окружающий обод насыщенного охристого и тёмно-серого цветов.
Окрас нижней части тела совы варьирует от рыжего до желтоватого цвета со стреловидными пятнышками. Ноги длинные, в желто-коричневых перьях. Пальцы голые, серо-коричневого оттенка, с редкими волосками. Глаза — черно-карие. Самки немного крупнее и тяжелее, чем самцы. Подростки очень похожи на молодых обыкновенных сипух.

### Голос
Мало изучен. Несколько быстрых трелей из щелкающих звуков сопровождаются грубым хрипом продолжительностью в 2—3 секунды и, возможно, представляют собой песню. Сравнения записей показали, что голос Пепельнолицей сипухи отличается от голоса обыкновенной сипухи.

## Распространение

### Ареал
Обитает исключительно на островах Гаити и Тортуга в Карибском море. На Гаити соседствует бок о бок с обыкновенной сипухой. Ведет оседлый образ жизни.

### Места обитания
Предпочитает открытые местности с редкими деревьями и кустарником; часто селится вблизи человеческих жилищ, а также в открытых лесах.

## Питание
Питается мелкими млекопитающими (мыши, крысы и т. д.) и маленькими птицами; рацион дополняется рептилиями, лягушками и насекомыми.